# Paradexamine setigera
Paradexamine setigera is een vlokreeftensoort uit de familie van de Dexaminidae. De wetenschappelijke naam van de soort is voor het eerst geldig gepubliceerd in 1984 door Hirayama.